# بريزيدنت هايز
بريزيدنت هايز هي إدارة في باراغواي، عاصمتها فيلا هايز.

## جغرافيا
تقع الإدارة في وسط باراغواي وتتاخم الحدود مع الأرجنتين تبلغ مساحتها 72٬907 كيلومتر مربع.

### الموقع
تشترك في الحدود مع:
- إدارة بوكويرون
- كورديليرا
- الإدارة المركزية (باراغواي)
- ضاحية العاصمة
- إدارة سان بيدرو
- إدارة ألتو باراغواي
- إدارة كونسيبسيون

## ديموغرافيا
بلغ عدد سكانها 106٬826  نسمة (في 2012 )